# Robert Doornbos
Robert Doornbos (teljes nevén: Robert Michael Doornbos; Rotterdam, Hollandia, 1981. szeptember 23. –) holland autóversenyző, egykori Formula–1-es pilóta.

## A Formula–1 előtt

### Teniszezőből autóversenyző
Doornbos kezdetben teniszezett, és Hollandiában középhaladó szinten országos rendezvényeken vett részt. Miután a Williams vendégül hívta az 1998-as belga nagydíjra, kezdett egyre jobban érdeklődni az autósport iránt. Ekkor befejezte a teniszezést, és csak a versenyzésre koncentrált. 1999-ben a JR Racing Team pilótájaként a Formula Vauxhall (Opel) Lotus Brit Téli sorozatában versenyzett. Sikeres szezont tudhatott maga mögött, ugyanis négy pole pozícióval, ugyanannyi leggyorsabb körrel és győzelemmel második lett a bajnokságban. 2000-ben a Formula Ford Zetec Benelux Sorozatban autózott, és másodikként végzett a belga bajnokságban, ahol hat dobogós helyezést és egy pole pozíciót szerzett valamint három leggyorsabb kört futott.

### Formula–3-as pályafutás
Visszatérve az Egyesült Királyságba, 2001-ben az FGR Racing színeiben a Brit Formula–3 Scholarschip osztályában versenyzett, ahol a két győzelem, a két pole pozíció és a kilenc dobogós helyezés az ötödik helyezés megszerzésére volt elegendő. A következő évre leszerződött a Német Formula–3 bajnokságra a Ghinzani csapathoz. Négyszer állhatott dobogóra, de futamot nem nyert, viszont hatodik lett a Macaui Nagydíjon. A Spa-Francorchamps-ban rendezett F3 Mastersban az első helyről indulhatott, a koreai nagydíjon pedig második lett.

### A Formula 3000-ben
A Red Bull támogatásával 2004-ben csatlakozott az Arden International csapathoz, és részt vett a nemzetközi Formula 3000 bajnokságban. Vitantonio Liuzzi csapattársaként a Spa-Francorchamps-i futamgyőzelem mellett négy pódiumgyőzelmet aratott és egy leggyorsabb kört futott. Mindezzel harmadik helyen végzett a bajnokságban és elnyerte az év újonca kitüntető címet.
A Red Bull Racing csapat harmadik számú versenyzője volt a kínai nagydíj-ig, amikor előléptették második számú pilótává David Coulthard mellé.

## Champ Car
2007-től a Minardi Team USA versenyzője a Champ Car-ban. Első versenyén, a Las Vegas-i nagydíjon 3. a rajtkockából indulva 2. helyen futott célba. 1993 óta ez volt az első eset, hogy egy újonc pilóta rögtön az első futamon dobogóra állhatott. A 2007-es clevelandi futamon megszerezhette volna első győzelmét, a futamon azonban bokszutca áthajtásos büntetést kapott és 2. lett Paul Tracy mögött. Egy héttel később azonban már semmi sem állhatott az útjába, Kanadában megnyerte a Mont Tremblanti Nagydíjat és ezzel pontszámban beérte a bajnokságban vezető Sebastien Bourdais-t.

## IndyCar
2009-től a Newman/Haas/Lanigan, majd a HVM Racing versenyzője az IndyCar-ban.

## Teljes Formula–1-es eredménysorozata
(Táblázat értelmezése)

(Félkövér: pole-pozícióból indult; dőlt: leggyorsabb kört futott) 

| Év   | Csapat   | 1      | 2      | 3      | 4      | 5      | 6      | 7      | 8      | 9      | 10     | 11     | 12     | 13     | 14     | 15     | 16     | 17     | 18     | 19     | Helyezés | Pont |
| ---- | -------- | ------ | ------ | ------ | ------ | ------ | ------ | ------ | ------ | ------ | ------ | ------ | ------ | ------ | ------ | ------ | ------ | ------ | ------ | ------ | -------- | ---- |
| 2005 | Jordan   | AUS Tp | MAL Tp | BHR Tp | SMR Tp | ESP Tp | MON Tp | EUR    | CAN    | USA Tp | FRA Tp | GBR Tp |        |        |        |        |        |        |        |        | 25.      | 0    |
| 2005 | Minardi  |        |        |        |        |        |        |        |        |        |        |        | GER 18 | HUN Ki | TUR 13 | ITA 18 | BEL 13 | BRA Ki | JPN 14 | CHN 14 | 25.      | 0    |
| 2006 | Red Bull | BHR Tp | MAL Tp | AUS Tp | SMR Tp | EUR Tp | ESP Tp | MON Tp | GBR Tp | CAN Tp | USA Tp | FRA Tp | GER Tp | HUN Tp | TUR Tp | ITA Tp | CHN 12 | JPN 13 | BRA 12 |        | 24.      | 0    |

## Külső hivatkozások
- Hivatalos honlap
- Statisztikák
- Pályafutása és statisztikák